# Asyneuma virgatum
Asyneuma virgatum är en klockväxtart som först beskrevs av Jacques-Julien Houtou de La Billardière, och fick sitt nu gällande namn av Joseph Friedrich Nicolaus Bornmüller. Asyneuma virgatum ingår i släktet Asyneuma och familjen klockväxter.

## Underarter
Arten delas in i följande underarter:
- A. v. cichoriiforme
- A. v. mazanderanicum
- A. v. virgatum